# 大韓民国におけるヘイトスピーチ
大韓民国におけるヘイトスピーチの事例について説明する。

## 事例
2015年1月29日に産経新聞の加藤達也前ソウル支局長の第3回公判が開かれたときに、傍聴席の反日団体関係者が加藤達也前ソウル支局長に対して「チョッパリ」などのヘイトスピーチを繰り返した。
また、2019年8月23日にソウル麻浦区で地下鉄弘大入口駅の近くで10代の日本人女性観光客の女性が、道で声をかけてきた執行猶予中の30代の男に髪の毛を掴まれた後に地面に殴りつけられて顔面を蹴られ暴行された。韓国人の男は「チョッパリ(日本人に対する差別用語)」などのヘイトスピーチをしながら犯罪を犯した。